# Plantarum brasiliae icones et descriptiones
Plantarum brasiliae icones et descriptiones, (abreviado Pl. Bras. Icon. Descr.), es un libro ilustrado y con descripciones botánicas que fue escrito por el botánico, entomólogo, geólogo, y médico alemán, Johann Baptist Emanuel Pohl y publicado en Viena en dos volúmenes en los años (1826-) 1827-1831 (-1833) con el nombre de Plantarum brasiliae icones et descriptiones hactenus ineditae. Jussu et auspiciis Francisci primi, ... auctore Joanne Emmanuele Pohl.'.